# Azzo VIII d'Este
Azzo VIII d'Este (1263 - 31 januari 1308) was heer van Ferrara na de dood van zijn vader, Obizzo II d'Este. Dante Alighieri, in zijn La Divina Commedia, beweert dat Azzo zijn vader had vermoord. Azzo vervulde de functie van 1293 tot aan zijn dood in 1308.
Tussen 1295 en 1299 voerde Azzo oorlog met de steden Padua en Bologna om zijn gebied uit te breiden. Hij werd indertijd beschuldigd van de moord op een magistraat in Bologna die de veroveringsplannen van Azzo dwarszat. Hij trouwde met Giovanna Orsini in 1282 en in 1306 met Beatrix van Napels (1295-1335), een dochter van Karel II van Napels. 
Azzo stierf in 1308 en liet vier onwettige kinderen na:
- Francesco genaamd "Fresco"
- Constance
- Rizzardo
- Pietro.

Hij werd opgevolgd door zijn broer Aldobrandino.

Familiewapen